# Fredrik Georg Gade
Fredrik Georg Gade (4 de Junho de 1830 - 16 de Maio de 1905, era um empresário e político do Partido Liberal norueguês.
Nascido em Bergen e filho do comerciante Fredrik Georg Gade e Anna. Seus ancestrais imigraram para a Noruega vindos de Hanôver na segunda metade do século 18. Em Fevereiro de 1854 ele se casou com Ingeborg Wallem (1830 - 1902), irmã de Fredrik Meltzer Wallem.
Gade começou a trabalhar na empresa do pai, a F. G. Gade e assumiu o comando em 1849. Até 1853, a empresa foi dirigida pelo seu primo, Herman Baars. A empresa ia bem e em 1877 Gade se aposentou dos negócios, adquirindo a fazenda Øvre Fantoft em Fana. Ele desenvolveu a área ao redor e até comprou uma igreja de madeira em Fortun, a Igreja de madeira de Fantoft, que depois a transferiu para Fana. Gade também fundou o Nesttun-Os Railway e foi um importante acionista.
De 1880 até 1896 foi cônsul americano no oeste da Noruega, indo da costa até Vardø no norte do país. Ele também trabalhou no conselho de Bergen de 1880 até 1895, sendo membro de um movimento que viria a ser o Partido Liberal. Ele teve sucesso nas eleições em 1882 e cumpriu um mandato no Parlamento norueguês de 1883 até 1885. Quando Johan Sverdrup se tornou o primeiro ministro em 1884, Gade estava cotado para assumir algum ministério, mas acabou recusando o cargo. Querendo se afastar da política nacional, ele atuou como representante suplente de 1886 ate 1888.
Gade também fundou duas companhias se seguros, Vesta em 1880 e Hygea 1884 (frequentemente rotuladas como a mesma empresa, Vesta-Hygea e foi membro do conselho de administração das duas empresas até a sua morte. Ele também foi membro da diretoria da Den Nationale Scene.
Gade teve dois filhos, Georg Fredrik Gade Jr. e Herman Gerhard Gade, ambos notáveis médicos. Sua filha Emma se casou com Anders Lorange.